# بلير إيماني
بلير إيماني واسمها الأصلي بلير إليزابيث براون (مواليد 31 أكتوبر 1993) هي كاتبة وناشطة مسلمة أمريكية من أصول إفريقية. عضوة في حركة حياة السود مهمة، وهي معروفة بالاحتجاج ضد حادثة إطلاق النار على ألتون ستيرلينغ والأمر التنفيذي 13769.